# Mansfeldy
Mansfeldy (deutsch Mansfeld) ist ein kleiner Ort in der polnischen Woiwodschaft Ermland-Masuren und gehört zur Gmina Iłowo-Osada (Landgemeinde Illowo) im Powiat Działdowski (Kreis Soldau).

## Geographische Lage
Mansfeldy liegt im Südwesten der Woiwodschaft Ermland-Masuren, 22 Kilometer südwestlich der früheren Kreisstadt Neidenburg (polnisch Nidzica) bzw. fünf Kilometer südöstlich der heutigen Kreismetropole Działdowo (deutsch Soldau i. Ostpr.).

## Geschichte
Als Abbau Kyschienen gegründet und ab dem 24. August 1880 Mannsfeld, nach 1885 Mansfeld genannt, bestand der kleine Ort ursprünglich lediglich aus einem großen Hof und war ein Wohnplatz innerhalb der Gemeinde Kyschienen (polnisch Kisiny) im ostpreußischen Kreis Neidenburg. Im Jahre 1905 zählte Mansfeld 29 Einwohner.
Als im Soldauer Gebiet gelegener Ort kam 1920 auch Mansfeld gemäß Versailler Vertrag zu Polen. Er gehörte als Mansfeldy zur neu gebildeten Landgemeinde Działdowo, bis diese am 26. Oktober 1939 dem Deutschen Reich beitrat und auch Mansfeld wieder zum Kreis Neidenburg kam.
1945 wurde das gesamt südliche Ostpreußen an Polen überstellt. Mansfeldy ist heute eine kleine Ortschaft innerhalb der Gmina Iłowo-Osada (Landgemeinde Illowo) im Powiat Działdowski (Kreis Soldau), bis 1998 der Woiwodschaft Ciechanów, seither der Woiwodschaft Ermland-Masuren zugehörig.

## Kirche
Vor 1945 war Mansfeld in die Evangelische Pfarrkirche Soldau in der Kirchenprovinz Ostpreußen der Kirche der Altpreußischen Union bzw. in die Diözese Działdowo der Unierten Evangelischen Kirche in Polen und ebenso in die römisch-katholische St.-Adalbert-Kirche Soldau eingegliedert. Heute gehört Mansfeldy evangelischerseits zur Erlöserkirche Działdowo in der Diözese Masuren der Evangelisch-Augsburgischen Kirche in Polen sowie katholischerseits zur St.-Johannes-der-Täufer-Kirche Narzym im Dekanat Działdowo im Bistum Toruń (Thorn).

## Verkehr
Mansfeldy liegt südlich der Woiwodschaftsstraße 544 und ist über eine – diese Straße querende – von Brodowo (Brodau) kommende Nebenstraße zu erreichen. Die nächste Bahnstation ist Narzym und liegt an der Bahnstrecke Danzig–Warschau.